# Chrysosturmia orbitalis
Chrysosturmia orbitalis là một loài ruồi trong họ Tachinidae.